# Торонто II (футбольний клуб)
ФК «Торонто II» (англ. Toronto FC II) — канадський футбольний клуб з Торонто, заснований у 2014 році. Виступає в USL. Домашні матчі приймає на стадіоні «БМО Філд», місткістю 30 000 глядачів.
Є фарм-клубом ФК «Торонто» та виступає у Східній конференції USL.